# Плетни (Смоленская область)
Плетни — деревня в Рославльском районе Смоленской области России. Входит в состав Перенского сельского поселения. Население — 101 житель (2007 год). 
Расположена в южной части области в 4 км к юго-востоку от Рославля, в 3 км восточнее автодороги А141 Орёл — Витебск. В 0,5 км севернее деревни расположена железнодорожная станция Рославль-2 на линии Рославль — Фаянсовая. 

## История
В годы Великой Отечественной войны деревня была оккупирована гитлеровскими войсками в августе 1941 года, освобождена в сентябре 1943 года.